# 폰테키아리
폰테키아리(이탈리아어: Fontechiari)는 이탈리아 라치오주 프로시노네도에 위치한 코무네다.
코미노밸리에 위치한 이 마을은 아르피노, 브로코스텔라, 카살비에리, 포스타피브레노 및 비칼비 지방 자치 단체와 국경을 접하고 있다.